# موراي بلفور
موراي بلفور هو لاعب هوكي الجليد كندي، ولد في 24 أغسطس 1936 في ريجاينا في كندا، وتوفي في 30 مايو 1965 بسبب سرطان الرئة.

## وصلات خارجية
- موراي بلفور على موقع دوري الهوكي الوطني (الإنجليزية)
- موراي بلفور على موقع قاعة مشاهير الهوكي (لاعب أن.إتش.أل) (الإنجليزية)
- موراي بلفور على موقع EliteProspects.com (الإنجليزية)
- موراي بلفور على موقع HockeyDB.com (الإنجليزية)
- موراي بلفور على موقع Hockey-Reference.com (الإنجليزية)